# Bordeaux (colore)
Il bordeaux, in italiano bordò o (meno usato) color barolo è un colore, una tonalità scura del rosso. Può essere ottenuto miscelando marrone e viola. Prende il nome dal colore del vino prodotto nella regione di Bordeaux; il termine bordeaux per indicare questo colore è attestato per la prima volta nel 1884, in un manuale tecnico per la preparazione dei colori.
Esistono diverse sfumature di bordeaux, che possono virare di più verso il rosso, il viola o il marrone; una di queste è il borgogna, più violaceo e dal tono più freddo, che prende anch'esso il nome dall'omonimo vino.